# Dunatetétlen
Dunatetétlen è un comune dell'Ungheria di 646 abitanti (dati 2005). È situato nella contea di Bács-Kiskun.